# Chad Allan (Eishockeyspieler)
Chad Allan (* 12. Juli 1976 in Davidson, Saskatchewan) ist ein ehemaliger kanadischer Eishockeyspieler.

## Karriere
Als Junior spielte er in der WHL bei den Saskatoon Blades gemeinsam mit einigen späteren NHL Spielern wie Norm Maracle. Er wurde an 65. Stelle im dritten Durchgang beim NHL Entry Draft 1994 von den Vancouver Canucks gezogen.
Die Canucks holten ihn 1996 zu den Syracuse Crunch, ihrem Farmteam in der American Hockey League. 2000 wechselte Allan in der AHL zu den St. John’s Maple Leafs. Die Belfast Giants (britische Elite Ice Hockey League) holten ihn dann 2001 nach Europa. Nach einer Saison bei den Nordiren verbrachte er zwei Spielzeiten in Deutschland beim ERC Ingolstadt in der DEL. Die anschließende Rückkehr nach Nordamerika, diesmal in die United Hockey League, währte nur kurz. Noch in der laufenden Saison wechselte er zum SC Bietigheim-Bissingen in die 2. Bundesliga. Trotz einer schweren Kreuzbandverletzung am Ende der Saison 2005/06 konnte er seinen Vertrag beim SC-Bietigheim Bissingen verlängern. Nach einigen Spielen mit dem SC Bietigheim-Bissingen in der Spielzeit 2006/07 wechselte er in die Österreichische Eishockey-Liga zu den Vienna Capitals.

### International
Mit der kanadischen Nationalmannschaft nahm Allan an den Junioren-Weltmeisterschaften 1995 und 1996 teil, bei denen er mit dem Team Canada jeweils die Goldmedaille gewann.

## Erfolge und Auszeichnungen
- 1995 Goldmedaille bei der Junioren-Weltmeisterschaft
- 1996 Goldmedaille bei der Junioren-Weltmeisterschaft

## Karrierestatistik

### International
Vertrat Kanada bei:
- U20-Junioren-Weltmeisterschaft 1995
- U20-Junioren-Weltmeisterschaft 1996

(Legende zur Spielerstatistik: Sp oder GP = absolvierte Spiele; T oder G = erzielte Tore; V oder A = erzielte Assists; Pkt oder Pts = erzielte Scorerpunkte; SM oder PIM = erhaltene Strafminuten; +/− = Plus/Minus-Bilanz; PP = erzielte Überzahltore; SH = erzielte Unterzahltore; GW = erzielte Siegtore; 1 Play-downs/Relegation; Kursiv: Statistik nicht vollständig)